# آنا لي
آننا لي: (بالإنجليزية: Anna Li)‏ لاعبة جمباز أمريكية وحصلت على ميدالية ذهبية وحصلت أيضاً على ميداليتين فضيتين في بطولة فيزا.

## روابط خارجية
- آنا لي على موقع الاتحاد الدولي للجمباز (licence) (الإنجليزية)
- آنا لي على موقع الاتحاد الدولي للجمباز (biography) (الإنجليزية)
- آنا لي على موقع الاتحاد الأمريكي للجمباز (الإنجليزية)